# 纹胸斑翅鹛
纹胸斑翅鹛（学名：Actinodura waldeni），是画眉科斑翅鹛属的一种，分布于印度、缅甸和中国大陆。该物种的保护状况被评为无危。
纹胸斑翅鹛的平均体重约为56.0克。栖息地包括亚热带或热带的高海拔疏灌丛和亚热带或热带的湿润山地林。该物种的模式产地在印度阿萨姆邦NagaHills。

## 亚种
- 纹胸斑翅鹛昌都亚种（学名：Actinodura waldeni daflaensis）。分布于印度以及中国大陆的西藏等地。该物种的模式产地在印度阿萨姆邦达夫拉山。[3]
- 纹胸斑翅鹛云南亚种（学名：Actinodura waldeni saturatior）。分布于缅甸以及中国大陆的云南等地。该物种的模式产地在云南怒江和龙川江间山脉。[4]